# Boskrekel
De boskrekel (Nemobius sylvestris) is een rechtvleugelig insect uit de familie krekels (Gryllidae) en de onderfamilie Nemobiinae.

## Beschrijving
Mannetjes worden 7 tot 10 millimeter lang, vrouwtjes 9 tot 11 mm. De kleur van de boskrekel is goudbruin tot bijna zwart en het halsschild is lichter van kleur. Kenmerkend is de omgekeerde Y- vormige vlek op de kop. De kop is duidelijk afgesnoerd van het lichaam. De vleugels zijn zeer kort en de krekel kan er niet mee vliegen of zweven. Bij de mannetjes reiken de vleugels tot het midden van het achterlijf, die van vrouwtjes zijn korter. De achterpoten zijn niet veel groter dan de andere twee paar en vooral de dijen zijn verbreed. De antennes zijn iets langer dan het lichaam en beide seksen hebben twee duidelijk zichtbare, draadachtige achterlijfspunten (cerci) die dienen als tastorgaan. Het vrouwtje heeft in het midden ook een legbuis voor de eiafzet die donkerbruin tot zwart van kleur is. De legboor is relatief lang en heeft een verdikt uiteinde.

## Algemeen
De boskrekel leeft in gebieden met een dikke strooisellaag waarin de krekel naar voedsel zoekt. Meestal wordt deze soort in bossen of bosranden aangetroffen, maar ook begroeide delen van heidevelden, spoorwegbermen, parken en tuinen zijn een geschikt habitat. Het is een bodembewonende soort die niet klimt en bij gevaar schuilt onder bladeren of onder allerlei objecten. De krekel zoekt warmere en drogere delen op en kan na enige tijd in de zon gezeten te hebben bloedsnel zijn. In Nederland is de soort plaatselijk algemeen, maar komt alleen in het zuidoosten van het land voor. In België komt de soort overal voor behalve in het uiterste noordwesten. Verder leeft de boskrekel in grote delen van Europa.
De boskrekel is als volwassen dier te zien van juli tot oktober. De zang van de boskrekel is niet luid maar wel hoorbaar en er wordt zowel overdag als 's nachts geluid gemaakt, van elf uur in de ochtend tot één uur 's nachts.

### Afbeeldingen

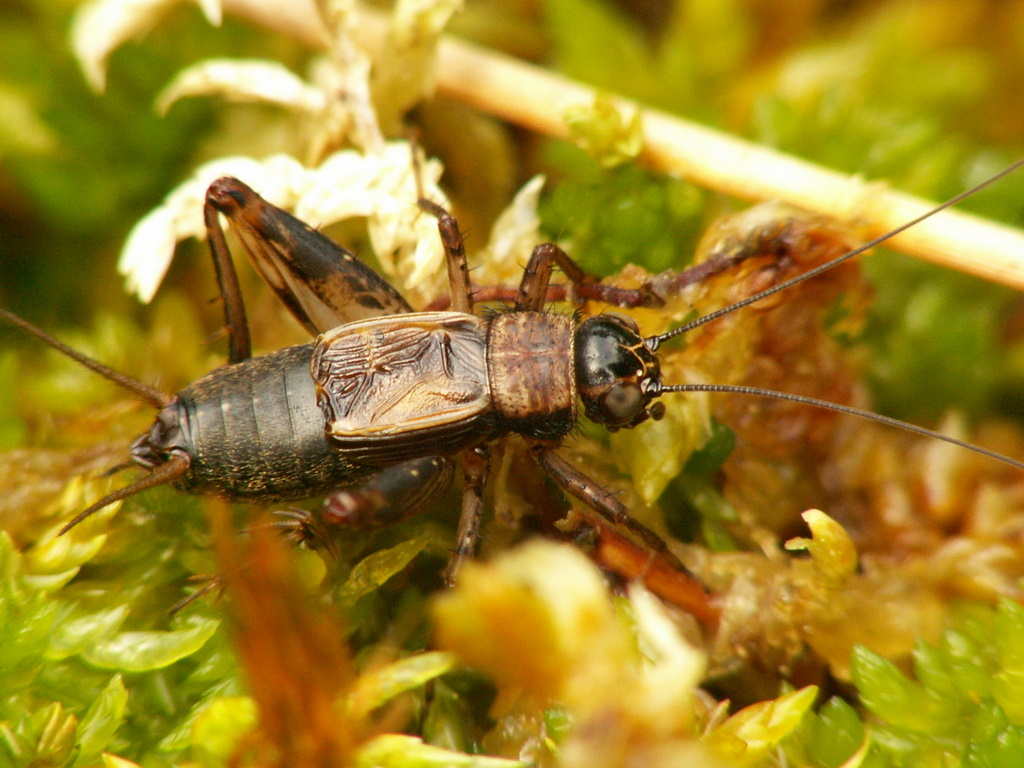
Boskrekel zijkant
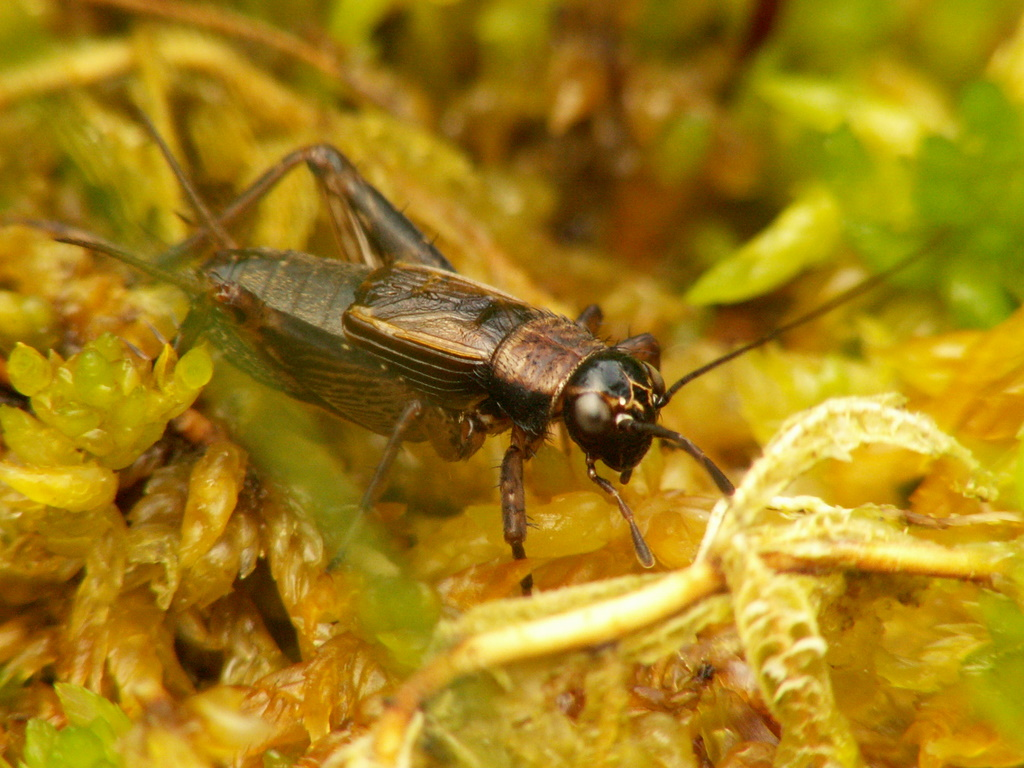
Boskrekel frontaal